# Tóth Benedek (színművész)
Tóth Benedek (Debrecen, 1941. december 7. – Keszthely, 2000. július 17.), névváltozatai: Tóth Bence, magyar (amatőr) színművész, mikrobiológus, tanszékvezető egyetemi tanár.

## Élete
Középiskolai tanulmányait a debreceni Tóth Árpád Gimnáziumban végezte, ahol 1959-ben érettségizett, majd felvételt nyert a debreceni Kossuth Lajos Tudományegyetem (KLTE) kémia–biológia szakára, ahol 1964-ben diplomázott.
Játszott a debreceni Csokonai Vitéz Mihály Színházban.
1964-től dolgozott a Georgikonból létrehozott Keszthelyi Mezőgazdasági Akadémia (Agrártudományi Főiskola, Keszthelyi Mezőgazdasági Egyetem, 1987-től Agrártudományi Egyetem, Keszthely, 1990-től Pannon Agrártudományi Egyetem, 2000-től Veszprémi Egyetem Georgikon Mezőgazdaságtudományi Kara) Kémiai és Mikrobiológia Tanszékének Mikrobiológiai Csoportjánál gyakornokként, tanársegédként, majd adjunktusként, és a gyakorlati oktatással, valamint a levelező oktatással foglalkozott. 1991–1994 és 1996–2000 között a tanszék vezetését látta el.
1979–től 1984-ig a  Nehézvegyipari Kutatóintézetben osztályvezető volt. 1984-ben a Kossuth Lajos Tudományegyetem egyetemi docensévé nevezték ki. 
1972-ben elnyerte az egyetemi doktori (dr. univ.) címet, 1979-ben pedig a mezőgazdaság-tudomány kandidátusa lett.

## Színházi szerepei
A Színházi adattárban regisztrált bemutatóinak száma: 2.
- Király Dezső–Várady Zsuzsa: Az igazi (Ságdi Feri)
- Alekszej Arbuzov: Egy szerelem története (Rogyik)

## Filmszerepek

### Játékfilmek
- Nyáron egyszerű (Sándor) (1963) (Tóth Bence néven)
- Zöldár (Ostoros Márton „Marci”) (1965)
- Aranysárkány (Tibor) (1966)
- Egy szerelem három éjszakája (Bálint) (1967)
- Fényes szelek (Molnár) (1969)
- Virágvasárnap (Urenusz) (1969)

## Szervezeti tagságok
- Magyar Talajtani Társaság, vezetőségi tag
- Talajbiológiai Szakosztály, vezetőségi tag
- az MTA Talajtani Agrokémiai és Vízgazdálkodási Bizottság

## Művei
- A mezőgazdaság kemizálásnak talajbiológiai kérdései, Budapest : Kossuth : Mezőgazdasági Kiadó, 1972

## Díjai
- Veszprém Megyéért arany fokozat (1967)
- Keszthely Városért (1975)
- MAE Aranykoszorús jelvény (1982)
- Honvédelmi Érdemérem (1982, 1987)